# Nonochamus distigma
Nonochamus distigma är en skalbaggsart som först beskrevs av Jordan 1903.  Nonochamus distigma ingår i släktet Nonochamus och familjen långhorningar.
Artens utbredningsområde är Gabon. Inga underarter finns listade i Catalogue of Life.